# Guillermo González Hernández
Guillermo González nació en Tenerife, España, en 1945, en un pueblo del norte de la isla llamado Tejina. Ha ocupado el cargo de catedrático de piano en el Real Conservatorio Superior de Música de Madrid. Ha obtenido críticas en las que se cita su profundo conocimiento y versatilidad interpretativa de la literatura pianística de todas las épocas. Considerado un especialista en música española, su repertorio incluye las integrales de Albéniz, Falla y E. Halffter, así como estrenos de diferentes autores españoles contemporáneos. 
Ha realizado numerosas grabaciones discográficas, destacando las dedicadas a la obra pianística de Aleksandr Skriabin, E. Halffter, Falla, García Abril. Su disco “Obras para piano”, de Teobaldo Power, mereció el Premio Nacional del Disco en 1980.  Es socio de la Sociedad General de Autores y Editores (SGAE)

## Trayectoria
Estudió música en el Conservatorio de Santa Cruz de Tenerife y posteriormente perfeccionamiento de piano en Madrid con el maestro José Cubiles. Continúa su formación en París, en el Conservatorio Superior de Música y en la Schola Cantorum. En París recibe directamente la gran tradición interpretativa de la música impresionista, a través de sus maestros V. Perlemuter y J. P. Sevilla. Obtiene desde muy joven premios en Concursos de piano internacionales: Milán, Vercelli (Viotti), Jaén, Tenerife.
Catedrático de piano del Real Conservatorio Superior de Música de Madrid desde 1974, aúna su labor docente con la de intérprete ofreciendo recitales y conciertos por todo el mundo. Ha actuado como solista, bajo la dirección de prestigiosos maestros, con la Orchestre Philarmonique de Strasbourg, Orquesta de Dresde, Royal Liverpool Philharmonic Orchestra, Classic Chamber Orchestra of New York, Cámara de Stuttgart, Orquesta de Cámara de Escocia, Orquesta Nacional de España, Orquesta Sinfónica de Madrid, Orquesta de Radiotelevisión Española, Orquesta Sinfónica de la Radio de Bratislava, etc., en Alemania, Australia, Austria, Francia, China, Unión Soviética, Estados Unidos, República Checa, Rumania, Eslovaquia, Bruselas, Suiza y en numerosos países latinoamericanos.
En 1996 graba en directo la Suite Iberia de Albéniz para la Unión Europea de Radiodifusión. En 1998 publicó la Iberia de Isaac Albéniz, en la que por primera vez se ofrecen los textos manuscritos del compositor en una edición facsímil (copia impresa de los manuscritos) una segunda edición urtext (Ediciones Musicales Schott Internacional S.L) y una tercera edición revisada.
Este texto es el que le ha servido para la grabación discográfica de la Suite Iberia (Naxos Internacional). Refiriéndose a esta grabación, calificada como “excelente”, Disco 5 en  “BBC Music Magazine” (mayo de 1999) comentan: 

Su interpretación iguala a las mejores conocidas, con una enorme sutileza y ritmo,  poniendo  toda su intención en hacer música; su sonido posee un amplio espectro que logra una versión variada y vívida
Jeremy Siepmann

.
 
En diciembre de 2007 ha terminado el 4º disco, de la “Obra Completa para piano de Albéniz”, que el maestro se encuentra grabando para el sello discográfico internacional NAXOS.
Invitado por Conservatorios e Instituciones musicales, imparte numerosos cursos de Perfeccionamiento e Interpretación pianística, tanto en España como en el extranjero. Es Profesor Invitado habitual en la Facultad de Música de la Universidad de Melbourne (Australia). Fue miembro del Jurado en distintos Concursos internacionales de piano y desde 1990 preside el Concurso Internacional de piano de Jaén, que le ha concedido la Medalla de Oro por su labor. Fue invitado a formar parte del tribunal de la 4ª Edición del The China Internacional Piano Competition.
Desde el 2007 contribuye a la creación, formación y posterior desarrollo de la Orquesta de Cámara de la Universidad de Granada, por lo que en acto académico, Guillermo González recibió con sorpresa y emoción el pergamino que la Universidad otorga a sus doctores honoris causa y un busto del propio pianista, creado por Antonio Martínez Villa.   
Es miembro de la Real Academia de Bellas Artes de Tenerife, Granada y Cádiz, catedrático extraordinario y honorario del conservatorio de dicha ciudad y socio de honor de diversas entidades culturales. Se ha dado su nombre a diferentes sociedades y escuelas musicales. Ha sido nombrado  hijo Predilecto de La Laguna e hijo Adoptivo de Garachico (Tenerife).
En 1991 se le concede el Premio Nacional de Música, máximo galardón del Estado español en su especialidad. Es “Premio Añavingo” de 1993. En 1994 le otorgan la Medalla de Oro de la Isla de Tenerife y en 1996 la Medalla de la Villa de Garachico en el V Centenario. En el año 2001 le concedieron el Premio Fundación C.E.O.E España a la Interpretación Musical.

## Proyectos

### Música española en China
En el año 2005, trabajó en un proyecto para la difusión de la música española en China, formando parte como “líder” del proyecto "Pengyou" (amigo en chino).
Fue el impulsor de este proyecto, cuyo objetivo es enseñar, exhibir y difundir la música española en el panorama cultural chino, consistente en donación de material didáctico relacionado con la música clásica española (partituras, material didáctico y material audiovisual, discos, DVD, CD); organización de cursos, conciertos y eventos, edición especial para China de libros de música clásica española para piano y la creación de un Premio Internacional de Piano en China.
En tres de los conservatorios más importantes de China, Conservatorio Central de China (Pekín), Conservatorio Superior de Shanghái y Conservatorio Superior de Sichuan (Chengdu), disponen en sus bibliotecas de una muestra importante del repertorio musical español de canto, piano, guitarra, y orquesta.
Fue el primer pianista español que interpretó la Suite Iberia de Albéniz, en el Conservatorio Central de China (Pekín), y el único pianista español que ha sido invitado como juez por la presidenta del Premio Internacional de China (Xiamen), catedrático Bao Huiqiao. Por medio del proyecto se ha firmado un contrato para editar la Iberia en China, con Shanghai Music Publishing House.
El 19 de agosto de 2008, fue invitado a participar entre veinte pianistas de prestigio internacional entre los que se encontraron Lang Lang, Yundi Li (ganador del Concurso Chopin del año 2000) y Philippe Entremont, en un gran concierto en el nuevo Teatro Nacional de China, con motivo de los actos culturales de JJOO de Pekín. Fue como representante del mundo hispano e interpretó piezas de Iberia.

### Instituto Iberoamericano de Música: Universidad de Kean
Trabaja por la firma de un acuerdo entre la Universidad de Granada y la  Universidad de Kean (Nueva York), para la creación de un Instituto Iberoamericano de Música, que permita al igual que en China,  enseñar, exhibir y difundir la música española, consistente en donación de material didáctico relacionado con la música clásica española (partituras, material didáctico y material audiovisual, discos, DVD, CD); organización de cursos, conciertos y eventos, edición especial para Estados Unidos de libros de música clásica española para piano.

## Críticas
Durante su carrera ha obtenido las mejores críticas por la labor desempeñada como pianista, compositor y productor musical:

«Excelente solista, muy seguro, que venció el escollo de la sonoridad mozartiana todo a lo largo de su afortunada intervención, tocando magníficamente y con musicalidad, ayudado por 
unos medios mecánicos de alta clase.»
Antonio Iglesias, Diario Informaciones. Madrid.

«[...] no es un pianista más, ni siquiera un espléndido pianista, artista bien dotado, sino un excepcional virtuoso, con un poder de emoción interna tan impresionante, que es capaz de crear en el auditorio ese clima maravilloso de comunicación espiritual con el mensaje estético que la obra y su autor pretenden. Es hoy, sin lugar a dudas, uno de los más formidables pianistas españoles, [...] con la grandeza de una técnica inefable, con la belleza de un sonido sin artistas, con la exquisitez de sus múltiples y variadísimas formas de ataque, con su temperamento sensible y apasionado, con su alma grande de artista en una palabra.»
Julio García Casas. Sevilla

“Un jeune d´une puissante personalité. D´un bout à l´autre de ce recital, Guillermo Gónzalez a manifesté la même domination techique et le même tonus spirituel. Nous n´etions pas dans l`ordre du divertissement, mais dans celui dela connaissance musicale au sens clausdélien du mot”.
La Montagne. Francia

«Posiblemente la Iberia albeniciana que el pianista de Tenerife nos ha brindado se sitúa entre las mejores que hemos oído. Por equilibrado concepto, exento de cualquier concesión pintoresquista, por una ejecución transparente en la que por encima de las notas, que hubo muchas, triunfó la autenticidad musical, patente desde los primeros compases de la “Evocación” hasta la etérea conclusión del “Corus Christie en Sevilla”. Si Oliver Messiaen dice que la Iberia de Isaac Albéniz es la maravilla, la obra maestra de la música española, oyéndosela al pianista canario Guillermo González hay una más que buena prueba.»
Ricardo Hontañón. El Diario Montañés, Santander.